# 448051 Pepisensi
448051 Pepisensi è un asteroide della fascia principale. Scoperto nel 2008, presenta un'orbita caratterizzata da un semiasse maggiore pari a 2,7733143 au e da un'eccentricità di 0,1034016, inclinata di 26,59784° rispetto all'eclittica.
L'asteroide è dedicato a Josefa, detta "Pepi", e Ascension, detta "Sensi", de los Ríos, figlie dei due scopritori.